# Coppa del mondo di corsa in montagna 2007
La Coppa del mondo di corsa in montagna 2007 si è disputata su quattro prove sotto il nome di "WMRA Grand Prix" . La coppa maschile è stata vinta da Marco Gaiardo, quella femminile da Anna Pichrtova.

## Gare di coppa del mondo 2007
Per il 2007 le gare valevoli per la coppa del mondo erano quattro, contano i migliori tre risultati. Un atleta entra in classifica finale a condizione di aver raccolto punti in almeno due competizioni valevoli per la coppa. Se un atleta partecipa ad almeno tre competizioni valevoli per la coppa gli vengono attribuiti 10 punti di Bonus.
| Gara | Nome della gara        | Luogo di svolgimento | Data      | Nazione  |
| ---- | ---------------------- | -------------------- | --------- | -------- |
| 1    | Sierre-Crans-Montana   | Crans-Montana        | 10 giugno | Svizzera |
| 2    | Grossglockner Berglauf | Heiligenblut         | 15 luglio | Austria  |
| 3    | Schlickeralm Lauf      | Telfes               | 5 agosto  | Austria  |
| 4    | Smarna Gora            | Lubiana              | 6 ottobre | Slovenia |

## Punteggi
Ecco come sono stati ripartiti i punti per la coppa del mondo 2007. Dal primo al trentesimo rango. Per la gara finale, la Smarna Gora, vengono attribuiti maggiori punti.
| Rango | Punti | Punti gara finale |
| ----- | ----- | ----------------- |
| 1°    | 100   | 120               |
| 2°    | 90    | 108               |
| 3°    | 85    | 102               |
| 4°    | 80    | 96                |
| 5°    | 75    | 90                |
| 6°    | 70    | 84                |
| 7°    | 65    | 78                |
| 8°    | 60    | 72                |
| 9°    | 55    | 66                |
| 10°   | 50    | 60                |

| Rango | Punti | Punti gara finale |
| ----- | ----- | ----------------- |
| 11°   | 45    | 54                |
| 12°   | 40    | 48                |
| 13°   | 35    | 42                |
| 14°   | 30    | 37                |
| 15°   | 28    | 33                |
| 16°   | 26    | 30                |
| 17°   | 24    | 28                |
| 18°   | 22    | 26                |
| 19°   | 20    | 24                |
| 20°   | 18    | 22                |

| Rango | Punti | Punti gara finale |
| ----- | ----- | ----------------- |
| 21°   | 16    | 20                |
| 22°   | 14    | 18                |
| 23°   | 12    | 16                |
| 24°   | 10    | 14                |
| 25°   | 8     | 12                |
| 26°   | 6     | 10                |
| 27°   | 4     | 8                 |
| 28°   | 3     | 6                 |
| 29°   | 2     | 4                 |
| 30°   | 1     | 2                 |

## Uomini
Classifica finale
| Pos. | Atleta           | Anno | Nazione     | Gara 1 | Gara 2 | Gara 3 | Gara 4 | Bonus | Totale |
| ---- | ---------------- | ---- | ----------- | ------ | ------ | ------ | ------ | ----- | ------ |
| 1    | Marco Gaiardo    | 1970 | Italia      | 100    | 90     | 100    | 90     | 10    | 300    |
| 2    | Andrzej Dlugosz  | 1978 | Polonia     |        | 26     | 90     | 120    | 10    | 246    |
| 3    | Joe Symonds      | 1983 | Inghilterra | 70     |        | 75     | 72     | 10    | 227    |
| 4    | Gabriele Abate   | 1979 | Italia      | 80     |        | 85     | 48     | 10    | 223    |
| 5    | Jan Havlicek     | 1979 | Rep. Ceca   |        | 75     | 80     | 42     | 10    | 207    |
| 6    | Markus Kröll     | 1972 | Austria     |        | 85     | 70     | 0      | 10    | 165    |
| 7    | Sebastjan Zarnik | 1977 | Slovenia    | 50     |        | 35     | 66     | 10    | 161    |
| 8    | Emmanuel Meyssat | 1980 | Francia     | 65     |        |        | 78     |       | 143    |
| 9    | Tom Cornthwaite  | 1985 | Inghilterra | 30     |        | 18     | 60     | 10    | 118    |
| 10   | Tamas Toth       | 1978 | Ungheria    |        | 35     | 55     | 6      | 10    | 106    |
| 11   | Silvano Turati   | 1972 | Svizzera    | 20     | 50     | 22     |        | 10    | 102    |
| 12   | Pavel Brydl      | 1980 | Rep. Ceca   |        | 70     | 30     |        |       | 100    |
| 13   | Eris Costa       | 1982 | Italia      |        |        | 16     | 84     |       | 100    |
| 14   | Gergely Rezessy  | 1974 | Ungheria    |        | 45     | 28     | 0      | 10    | 118    |
| 15   | Martin Cox       | 1969 | Inghilterra | 12     | 65     |        |        |       | 77     |
| 16   | Ivica Skopac     | 1974 | Croazia     | 6      | 2      |        | 54     | 10    | 72     |
| 17   | Attila Szekeres  | 1985 | Ungheria    |        | 14     | 8      | 30     | 10    | 62     |
| 18   | Franz Schreiner  | 1965 | Austria     |        | 12     | 12     |        |       | 24     |
| 19   | Manfred Gigl     | 1962 | Austria     |        | 18     | 3      |        |       | 21     |
| 20   | Maykel Geerdink  | 1970 | Paesi Bassi | 4      | 16     |        |        |       | 20     |

## Donne
Classifica finale
| Pos. | Atleta               | Anno | Nazione     | Gara 1 | Gara 2 | Gara 3 | Gara 4 | Bonus | Totale |
| ---- | -------------------- | ---- | ----------- | ------ | ------ | ------ | ------ | ----- | ------ |
| 1    | Anna Pichrtova       | 1973 | Rep. Ceca   |        | 100    | 90     | 108    | 10    | 308    |
| 2    | Victoria Wilkinson   | 1978 | Inghilterra | 75     | 65     | 65     | 120    | 10    | 270    |
| 3    | Iva Milesova         | 1977 | Rep. Ceca   |        | 85     | 75     | 96     | 10    | 266    |
| 4    | Maria Grazia Roberti | 1966 | Italia      | 85     |        | 70     | 72     | 10    | 237    |
| 5    | Pavla Havlova        | 1982 | Rep. Ceca   |        | 80     | 60     | 66     | 10    | 309    |
| 6    | Martina Strähl       | 1987 | Svizzera    | 100    |        | 85     |        |       | 185    |
| 7    | Pavla Matyasova      | 1980 | Rep. Ceca   |        | 90     |        | 78     |       | 168    |
| 8    | Carina Lilge-Leutner | 1960 | Austria     |        | 75     | 50     | 33     | 10    | 158    |
| 9    | Petra Havlova        | 1976 | Rep. Ceca   |        | 60     | 55     |        |       | 115    |
| 10   | Irmi Kubicka         | 1960 | Austria     |        | 55     | 45     |        |       | 100    |
| 11   | Jana Pechkova        | 1985 | Rep. Ceca   |        |        | 16     | 42     |       | 58     |
| 12   | Agata Farkas         | 1964 | Ungheria    |        |        | 1      | 14     |       | 15     |